# Classe Kapitan M. Izmaylov
Le unità appartenenti alla classe Kapitan M. Izmaylov sono rompighiaccio fluviali di piccole dimensioni, costruite in Finlandia negli anni settanta.

## Utilizzo
I classe Kapitan M. Izmaylov sono stati progettati per operare sia nei fiumi, sia nei mari interni, dove sono in grado di svolgere operazioni antincendio e di salvataggio.
La costruzione di queste navi è avvenuta in Finlandia, presso i cantieri navali di Helsinki.
La classe è composta da quattro unità, tutte entrate in servizio nel 1976. Tre di queste sono in servizio tre con la Marina Russa.
- Kapitan M. Izmaylov: operativa nel Mar Caspio e basata nel porto di Astrachan'.

- Kapitan Kosolabov: operativa nel Mare di Azov (Mar Nero) e basata nel porto di Azov.

- Kapitan A. Radzhabov

La quarta unità, la Kapitan A. Radzhabov, dovrebbe essere in servizio con la marina dell'Azerbaigian, Paese a cui è finita in seguito alla spartizione della Flottiglia del Caspio dopo il crollo dell'Unione Sovietica. La sua condizione operativa non è nota.